# Section (Militär)
Section ist vor allem in den Streitkräften anglophoner Länder und deren ehemaliger Kolonien die Bezeichnung für eine militärische Teileinheit mit einer Personalstärke von ca. 7 bis 12 Personen, die der „Gruppe“ in der Bundeswehr, der Schweizer Armee oder im österreichischen Bundesheer vergleichbar ist. In manchen anglophonen Streitkräften können entsprechende Einheiten alternativ auch die Bezeichnung Squad tragen.
Dagegen ist in Frankreich und in Streitkräften, die sich an französischen militärischen Strukturen orientieren, die Section eine dem Zug äquivalente Teileinheiten. In den französischen Streitkräften kann die Section beispielsweise aus bis zu  39 Mann in vier Gruppen bestehen.
Darstellung
Das Symbol für Section ist in militärischen Symbolen:

- Gruppenstärke (7 bis 12 Mann) – zwei einzelne Punkte.
- Zugstärke (bis 39 Mann) – drei einzelne Punkte.

Jeweils über einem liegenden Rechteck als einzelne Teileinheit.